# Myrmeleon orestes
Myrmeleon orestes är en insektsart som beskrevs av Banks 1941. Myrmeleon orestes ingår i släktet Myrmeleon och familjen myrlejonsländor. Inga underarter finns listade i Catalogue of Life.